# Anatolij Novikov
Anatolij Novikov, född 17 januari 1947 i Charkov, Ukrainska SSR, Sovjetunionen (i nuvarande Ukraina), död 18 januari 2022, var en ukrainsk judoutövare som tävlade för Sovjetunionen.
Han tog OS-brons i herrarnas halv mellanvikt i samband med de olympiska judotävlingarna 1972 i München.